# Luís Antônio de Oliveira Júnior
Luís Antônio de Oliveira Júnior, primeiro e único Barão de Tromaí, (Turiaçu, 31 de maio de 1836-?, 21 de dezembro de 1906) foi um proprietário rural e nobre brasileiro.
Era filho do português Luís Antônio de Oliveira, que construiu fazendas nas terras dos municípios de Turiaçu e Cândido Mendes.
Após estudar engenharia no Rio de Janeiro, retornou a Turiaçu, onde fundou a Fazenda São Luiz, para cultivar cana-de-açúcar, nas imediações do atual distrito de Barão de Tromaí, em Cândido Mendes.
Dono de engenhos e escravos, seu pai faleceu em 1872, deixando as propriedades e a liderança do Partido Conservador no município para seu filho.
Em 1880, tornou-se Coronel Comandante Superior da Guarda Nacional.
Em 1897, chefiou uma expedição que percorreu o vale do rio Turiaçu.
Foi agraciado barão de Tromaí em 29 de setembro de 1883.
Foi presidente da Câmara Municipal e, em 1892, foi eleito vice-presidente do Maranhão, sendo reeleito para o quadriênio seguinte.
O Barão de Tromaí faleceu em 21 de dezembro de 1906, deixando herdeiros.